# Oregon (Wisconsin)
Oregon es una villa ubicada en el condado de Dane en el estado estadounidense de Wisconsin. En el Censo de 2010 tenía una población de 9.231 habitantes y una densidad poblacional de 806,72 personas por km².

## Geografía
Oregon se encuentra ubicada en las coordenadas 42°55′31″N 89°23′20″O / 42.92528, -89.38889. Según la Oficina del Censo de los Estados Unidos, Oregon tiene una superficie total de 11.44 km², de la cual 11.44 km² corresponden a tierra firme y (0%) 0 km² es agua.

## Demografía
Según el censo de 2010, había 9.231 personas residiendo en Oregon. La densidad de población era de 806,72 hab./km². De los 9.231 habitantes, Oregon estaba compuesto por el 95.4% blancos, el 1.17% eran afroamericanos, el 0.16% eran amerindios, el 0.78% eran asiáticos, el 0.15% eran isleños del Pacífico, el 0.82% eran de otras razas y el 1.52% pertenecían a dos o más razas. Del total de la población el 2.21% eran hispanos o latinos de cualquier raza.